# تاريخ الولايات المتحدة (1865–1918)
يشمل تاريخ الولايات المتحدة من 1865 إلى 1918 عصر إعادة الإعمار والعصر المذهب والحقبة التقدمية، وازدهار الصناعة وما نتج عنه من ارتفاع موجة الهجرة إلى الولايات المتحدة. تعنى هذه المقالة بالتاريخ السياسي والاقتصادي والدبلوماسي.
بهذه الفترة التي شهدت نموا اقتصاديا وازدهارا متزايدا في الشمال والغرب (لا الجنوب)، صارت الولايات المتحدة القوة المهيمنة على العالم اقتصاديا وصناعيا وزراعيا. من 1865 إلى 1900 زاد متوسط الدخل السنوي (بعد التضخم) للعمال غير الفلاحين بنسبة 75%، وبحلول 1918 كان قد زاد بنسبة 33% أخرى.
بعد انتصار 1865 الحاسم على الانفصاليين الجنوبيين في الحرب الأهلية، صارت الولايات المتحدة دولة متحدة متينة ذات حكومة وطنية قوية. أدى إعادة الإعمار إلى إلغاء العبودية، وتوطين العبيد المحرَّرين. لكن قوّتهم السياسية الوليدة تقهقرت في غضون عقد، وصاروا مواطني درجة ثانية في ظل نظام «جيم كرو» المتأصل فيه التمييز العرقي، النظام الذي استمر 80–90 سنة. في النظامين الحزبيَّيْن الثالث والرابع، هيمن الجمهوريون على سياسة الدولة (فيما عدا فترتين رئاسيتين ديمقراطيتين). بعد 1900 واغتيال الرئيس ويليام ماكينلي، أتت الحقبة التقدمية بإصلاحات سياسية وتجارية واجتماعية (منها: خلق أدوار جديدة وتوسعات حكومية في التعليم، ورفع مكانة المرأة، وتقليل تجاوزات الشركات، وتحديث جوانب عديدة في الحكومة والمجتمع). حارب التقدميون -من خلال منظمات جديدة خاصة بالطبقة الوسطى- فساد المنظمات و«الآلات» السياسية الراسخة ونفوذها المستتر. وطالبوا -وفازوا- بحق المرأة في التصويت وحظر الكحوليات في البلد كلها بين 1920-1933.
وفد 27.5 مليون أوروبي بين 1865-1918 في موجة هجرة غير مسبوقة، فزوّدوا الدولة بالقاعدة العمالية اللازمة للتوسع الصناعي والزراعي، وبالقاعدة السكانية الداعمة لحضر أمريكا السريع النمو.
في أواخر القرن التاسع عشر صارت الولايات المتحدة رائدة عالمية في مجال الصناعة، إذ ابتكرت تقنيات جديدة (كالتلغراف وتقنيات إنتاج الصُّلب)، وأنشأت شبكة سكك حديدية متوسعة، ووفرت الموارد الطبيعية التي من قبيل الفحم والنفط والخشب، وكثَّرت الأراضي الزراعية، داخلة بكل ذلك في الثورة الصناعية الثانية.
شهدت إلى جانب ذلك حربين مهمتين جدًّا. في 1898 انتصرت الولايات المتحدة على إسبانيا انتصارا سهلا صغّر إمبراطوريتها. سرعان من استقلت كوبا، والفلبين في 1946. صارت بورتوريكو (وبضع جُزر أصغر) مِلكًا للولايات المتحدة، كما ألاسكا (التي اشترتها أمريكا في 1867). وفي 1898 ضمت الولايات المتحدة إلى أراضيها جمهورية هاواي المستقلة.
حاولت الولايات المتحدة وضع حد للحرب العالمية الأولى باتفاقية سلام، لكنها فشلت، فخاضتها بعدما شنت ألمانيا حملة غوَّاصيَّة على السفن الأمريكية التجارية التي كانت تموِّن أعداء ألمانيا. كان الهدف المعلَن لخوضها في الحرب: الحفاظ على شرف أمريكا، وسحق السياسة الألمانية العسكرية، وإعادة تشكيل العالم بعد الحرب. بعد تعبئة بطيئة، نصرت الولايات المتحدة قوات الحلفاء نصرًا حاسما، بتوفير ما يلزم من تمويل وغذاء وجنود متحمسين.

## عصر إعادة الإعمار
كانت فترة إعادة الإعمار بين 1863-1877. تولت فيها الحكومة الفدرالية زمام الولايات الكونفدرالية الجنوبية ولاية تلو أخرى. في إبريل 1865 أعلن الرئيس إبراهام لنكن -قبل اغتياله- خططا معتدلة لإعادة الإعمار، لدمج الولايات الكونفدرالية من جديد بأقصى سرعة. في مارس 1865 أسس لنكن «مكتب المعتوقين»، لمساعدة العبيد المعتوقين على نيل تعليم وشغل ورعاية صحية. اكتمل إلغاء العبودية بالتعديل الثالث عشر الذي أُبرم في ديسمبر 1865. لكن واجه لنكن معارضة مَن في حزبه من الجمهوريين الراديكاليين، الذين خشوا أن لن تتخلى الكونفدراليات السابقة عن العبودية والقومية الكونفدرالية، وأنها ستحاول إعادتهما سرًّا. من أجل ذلك حاول الجمهوريون الراديكاليون فرض قيود قانونية تجرِّد المتمردين السابقين من حق التصويت أو شغل منصب انتخابي. عارض الراديكاليين نائبُ لنكن وخليفته الديمقراطي أندرو جونسون، لكنهم انتصروا في انتخابات 1866 الحاسمة، فائزين بما يكفي من مقاعد الكونجرس لإبطال نقض الرئيس جونسون لتلك القوانين. بل نجحوا في عزل جونسون (في مجلس النواب)، وكادوا في 1868 يعزلونه من منصبه (في مجلس الشيوخ). في الوقت نفسه خصصوا «المعتوقين» الجنوبيين بحمايات دستورية وقانونية فدرالية جديدة.
في 1867 تنفّذت -بإشراف الجيش الأمريكي- خطط إعادة الإعمار التي وضعها الراديكاليون، متيحة قيام تحالف جمهوري بين المعتوقين والمشاغبين (البيض المحليين المتعاطفين) والأفّاقين (الوافدين من الشمال حديثا)، للسيطرة على حكومات الولايات الجنوبية. وأقروا التعديل الرابع عشر، مانحين المحاكم الفدرالية سلطات جديدة هائلة، لتطبيق العدالة على المستوى الوِلائي. اقترضت تلك الحكومات الوِلائية قروضا ضخمة لبناء سكك حديدة ومدارس عامة، فزادت معدلات الضرائب. زادت معارضة تلك السياسات شراسة وعنفا، وهذا جعل المشاغبين ينتقلون من الحزب الجمهوري إلى الحزب الديمقراطي. كفل الرئيس يوليسيس جرانت حقوقًا مدينة تحمي الأمريكيين الأفارقة، لكن الحمايات واجهت معارضة في كارولاينا الجنوبية ومسيسيبي ولويزيانا. في 1870 أُقر التعديل الخامس عشر الذي منح الأمريكيين الأفارقة حق التصويت في الانتخابات الأمريكية.
كان النائب ثاديوس ستيفنز من أهم صنّاع السياسات فيما يتعلق: بإعادة الإعمار، وبالحصول على تصويت من مجلس النواب لسحب الثقة من الرئيس أندرو جونسون. خلَص هانز تريفوس (الكاتب الأبرز لسيرة ستيفنز) إلى أنه «كان من أشد النواب الذين خدموا في الكونغرس تأثيرًا -وإن لم يُكتب له الانتصار-، إذ هيمن على مجلس النواب بذكائه وقوة إرادته وعلمه بالقانون البرلماني».
انقضَت فترة إعادة الإعمار في أزمنة مختلفة باختلاف الولايات، فكانت آخِرتها في 1877، حين فاز الجمهوري رذرفورد هايز في انتخابات 1876 الرئاسية المثيرة للجدل على خصمه صامويل تيلدن. أقام الكونغرس لجنة انتخابية لحل مشكلة الأصوات المتنازع عليها. انتهت اللجنة إلى منح هايز تلك الأصوات. قبِل الجنوبيون البيض «تسوية 1877»، بعدما علموا أن هايز اقترح إيقاف سيطرة الجيش على حكومات الولايات الثلاث المتبقيات في أيدي الجمهوريين. أخيرًا سلَّم الشماليون البيض بأن الحرب الأهلية انقضَت، وأن البيض الجنوبيين ليس منهم على الدولة خطر.
كانت نهاية فترة إعادة الإعمار هي نهاية فترة «الحقوق والحريات المدنية» الوجيزة التي شهدها الأمريكيون الأفارقة في الجنوب، حيث عاش معظمهم. أدت إعادة الإعمار إلى ترسُّخ الاستياء والسخرية وانعدام الثقة في نفوس الجنوبيين البيض تجاه الحكومة الفدرالية، وإلى «الجنوب الصلب» الذي صار يصوِّت للديمقراطيين (الذين كانوا آنذاك محافظين اجتماعيًّا) في جميع المناصب المحلية والوِلائية والوطنية. أنشأ أنصار سيادة البيض مجتمعا انفصاليًّا، اعتمادا على «قوانين جيم كرو» التي جعلت السود مواطني درجة ثانية ليس لهم من السلطة السياسية أو الرأي العام إلا أقل القليل. كان للنخبة البيضاء -دُعُوا «المخلِّصين»، وكانوا الجناح الجنوبي في «ديمقراطيِّي البوربون»- قبضة سياسية واقتصادية قوية على الجنوب، حتى ظهور الحركة الشَّعبوية في تسعينيات القرن التاسع عشر. لم تكن قبضة الشرطة المحلية قوية في المناطق الريفية، فسنح للغوغاء الثائرين إعدام متهمِين سود (بجرائم لا إثباتات عليها غالبا) دون محاكمة.

## الغرب

### الاستيعاب الهندي الأمريكي
أدى توسع المستوطِنين والمنجِّمين ومربِّي الماشية في السهول والجبال إلى منازعة بعض القبائل الهندية المحلية. أصرت الحكومة على أن الهنود إما أن يرحلوا إلى مجتمع عام لِيُستوعَبوا، وإما البقاء في محميات محددة. واستعملوا القوة في إبقائهم هناك. أخذ العنف يخفّ في ثمانينيات القرن التاسع عشر، وتوقف تماما في تسعينياته. بحلول 1880 كانت قطعان الجاموس الأمريكي -وهي أساس لاقتصاد الصيد- قد اختفت.

### الزراعة
شهد مجال الزراعة الأمريكي نموا سريعا جدا، إذ تضاعفت المزارع من مليونَيْ مزرعة في 1860 إلى 6 ملايين في 1905، وزاد عدد العائشين في مزارع من 10 ملايين في 1860 إلى 22 في 1880، ثم 31 في 1905. وقفزت قيمة المَزارع من 8 ملايين دولار في 1860 إلى 30 مليونًا في 1906.
لكن على رغم التقدم الرائع والازدهار العام، واجه المزارعون الأمريكيون في القرن التاسع عشر مصاعب متواصلة، سببها الأكبر: انخفاض أسعار القمح والقطن عالميًّا.
إلى جانب التحسّنات الميكانيكية التي زادت المحصول -بالنسبة إلى وحدة المساحة-، سرعان ما زادت مساحة الأراضي الزراعية في النصف الثاني من القرن. ساعدت السكك الحديدية على استيطان مناطق جديدة في غرب أمريكا. حظي مزارعو القمح بإنتاج وفير جدا بين 1876 و1881، في حين ظل السعر العالمي مرتفعا لسوء المحاصيل الأوروبية. لكنهم عانوا من ركود في الثمانينيات، حين تحسنت الظروف في أوروبا. كلما تباعد المستوطنون غربًا، زاد اعتمادهم على السكك الحديدية الاحتكارية في نقل بضائعهم إلى السوق، وزاد ميلهم للاحتجاج، كما حدث في حركة الشَّعْبويين في تسعينيات القرن التاسع عشر. لام مزارعو القمح أصحابَ روافع الحبوب المحليين (الذين اشتروا محاصيلهم) والسكك الحديدية والمصرفيين الشرقيين على الأسعار المنخفضة.

### الحياة العائلية
قلة من الرجال غير المتزوجين حاولوا إنشاء المزارع؛ لقد فهم المزارعون بوضوح الحاجة إلى الزوجة التي تعمل بجد، وإنجاب العديد من الأطفال، للتعامل مع الأعمال المنزلية العديدة، بما في ذلك تربية الأطفال الصغار، وإعداد الطعام وحياكة الملابس وإدارة الأعمال المنزلية وإطعام الأيدي المستأجرة. لعبت المزارعات دورًا أساسيًا في ضمان بقاء الأسرة من خلال العمل في الهواء الطلق خلال السنوات الأولى من الاستيطان. بدأت النساء بالتخلي عن العمل في المزارع بشكل متزايد بعد جيل أو نحو ذلك، وبالتالي أعادوا تحديد أدوارهم داخل الأسرة. شجعت وسائل الراحة الجديدة مثل الخياطة والغسالات، النساء على التحول إلى الأدوار المنزلية. ودعم ذلك حركة التدبير المنزلي العلمية، التي روجت لها وسائل الإعلام ووكلاء الإرشاد الحكومي في جميع أنحاء الولايات المتحدة، بالإضافة إلى معارض المقاطعات التي تضمنت إنجازات في الطبخ المنزلي والتعليب، وأعمدة المشورة للنساء في الصحف الخاصة بالمزارع، ودورات التدبير المنزلي في المدارس.
على الرغم من أن الصورة الشرقية لحياة المزارع في البراري تؤكد على عزلة المزارع الوحيد وحياة المزرعة، ولكن أنشأ سكان الريف في الواقع حياةً اجتماعيةً غنيةً. على سبيل المثال، انضم العديد من المزارعين إلى فرع محلي من حركة غرانج؛ التي كان لها علاقات مع الكنائس المحلية. وكان من الشائع تنظيم الأنشطة التي تجمع بين العمل وإعداد الطعام الوفير والترفيه البسيط مثل تربية المواشي في الحظائر وتقشير الذرة وتربية النحل وحياكة اللحف. ولطالما انشغل المزارعون باجتماعات الغرانج المجدولة وخدمات الكنيسة والوظائف المدرسية. نظمت النساء وجبات طعام مشتركة وفعاليات طعام مشترك، بالإضافة إلى وجود زيارات عائلية بين المزارعين.
تُعد الطفولة ضمن الحدود الأمريكية آنذاك موضع جدل، إذ تناقش مجموعة من الباحثين بأن البيئة الريفية كانت صحية لأنها سمحت للأطفال بالانفصال عن التسلسل الهرمي الحضري القائم على العمر والجنس، وعززت الترابط الأسري. ونتج عن هذا النظام الأسري أطفالًا مستقلين يتحملون المسؤولية وأكثر اعتمادًا على الذات وقابليةً للتكيف وأكثر اتصالًا بالطبيعة مقارنةً بنظرائهم في المناطق الحضرية أو الشرقية. ومع ذلك، يقدم باحثون آخرون صورةً قاتمةً للأطفال الذين عانوا من الوحدة والحرمان وسوء المعاملة والمطالبة بالعمل البدني منذ سن مبكرة.

## التحول الصناعي
نمت الولايات المتحدة لتصبح الدولة الصناعية الرائدة في العالم بين عامي 1865 و1913. عززت طبيعة الأرض ووفرة العمالة وتنوع المناخ والوجود الواسع للسكك الحديدية (وكذلك الأنهار الصالحة للملاحة) والموارد الطبيعية، الاستخراج الرخيص للطاقة والنقل السريع وتوافر رأس المال الذي دعم الثورة الصناعية الثانية. نما متوسط الدخل السنوي (بعد التضخم) للعمال غير الزراعيين بنسبة 75٪ بين عامي 1865 و1900، ثم بنسبة 33٪ بحلول عام 1918.
حولت الثورة الصناعية الأولى سبل الإنتاج من الحرفيين إلى المصانع، وكانت الثورة الصناعية الثانية رائدة في التوسع في التنظيم والتنسيق وزيادة حجم الصناعة، مدفوعةً بالتقدم التكنولوجي وتوفر سبل النقل. وافتتحت السكك الحديدية في الغرب، وأُنشئت مزارع وبلدات وأسواق لم تكن موجودة فيها. بنى رواد أعمال من أصحاب التوجهات الوطنية أول سكة حديدية ممتدة عابرة للقارات بتمويل بريطاني وعمالة إيرلندية وصينية، ما أتاح الوصول إلى مساحات نائية من الأرض. وعزز بناء السكك الحديدية من الفرص الرأسمالية والائتمانية ووفر مزيدًا من المزارعين المحتملين.
حسنت التقنيات الحديثة في صناعة الحديد والصلب، مثل عملية بسمر وفرن المجمرة المكشوفة، جنبًا إلى جنب مع ابتكارات ماثلة في الكيمياء والعلوم الأخرى، من الإنتاجية بشكل كبير. وسمحت أدوات الاتصال الجديدة، مثل التلغراف والهاتف، لمديري المشاريع بالتنسيق مع بعضهم مهما طالت المسافات. وبرزت ابتكارات جديدة أيضًا لتنظيم العمل، وتمثلت في أفكار فريدريك وينسلو تايلور للإدارة العلمية.
ولتمويل المؤسسات الأكبر حجمًا، والتي كانت مطلوبةً في ذلك الوقت، ظهرت الشركات باعتبارها الشكل المهيمن لتنظيم الأعمال. وتوسعت الشركات من خلال عمليات الاندماج، أو إنشاء توحيد الشركات المنافسة ضمن شركة واحدة عُرفت باسم «الائتمان» (شكل من أشكال الاحتكار). حمت الرسوم الجمركية المرتفعة المصانع والعمال الأمريكيين من المنافسة الأجنبية، وخاصةً في صناعة الصوف. وأثرت منح أراضي السكك الحديدية الفيدرالية المستثمرين والمزارعين وعمال السكك الحديدية، وأنشأت مئات البلدات والمدن نتيجةً لذلك. غالبًا ما كان رجال الأعمال يذهبون إلى المحكمة لمنع العمال من تنظيم النقابات أو الإضرابات.
امتلك الصناعيون الأقوياء، مثل أندرو كارنيغي وجون دافيسون روكفلر وجاي غولد، المعروفين مجتمعين من قبل نقادهم باسم «البارونات اللصوص»، ثروةً ونفوذًا كبيرين، لدرجة أن رذرفورد هايز أشار في مذكراته» عام 1888 أن الولايات المتحدة توقفت عن كونها حكومةً للشعب وأصبحت «حكومة الشركات للشركات وعليها». في سياق المنافسة الشرسة لتنمية الثروة، أفسح العمل الماهر للحرفيين الطريق للمهندسين والعمال المهرة من أصحاب الأجور الجيدة، خاصةً بعد ترسيخ الدولة لقاعدتها التكنولوجية. وفي الوقت نفسه، شجع التدفق المستمر للمهاجرين على توافر العمالة الرخيصة، وخاصةً في مجالي التعدين والتصنيع.